# Ronco sopra Ascona
Ronco sopra Ascona es una comuna suiza del cantón del Tesino, situada en el distrito de Locarno, círculo de Isole. Limita al norte y noreste con la comuna de Ascona, al sureste (del otro lado del lago Mayor) con Gambarogno, al sur con Pino sulla Sponda del Lago Maggiore (IT-VA), y al oeste con Brissago.